# Giovane arciere

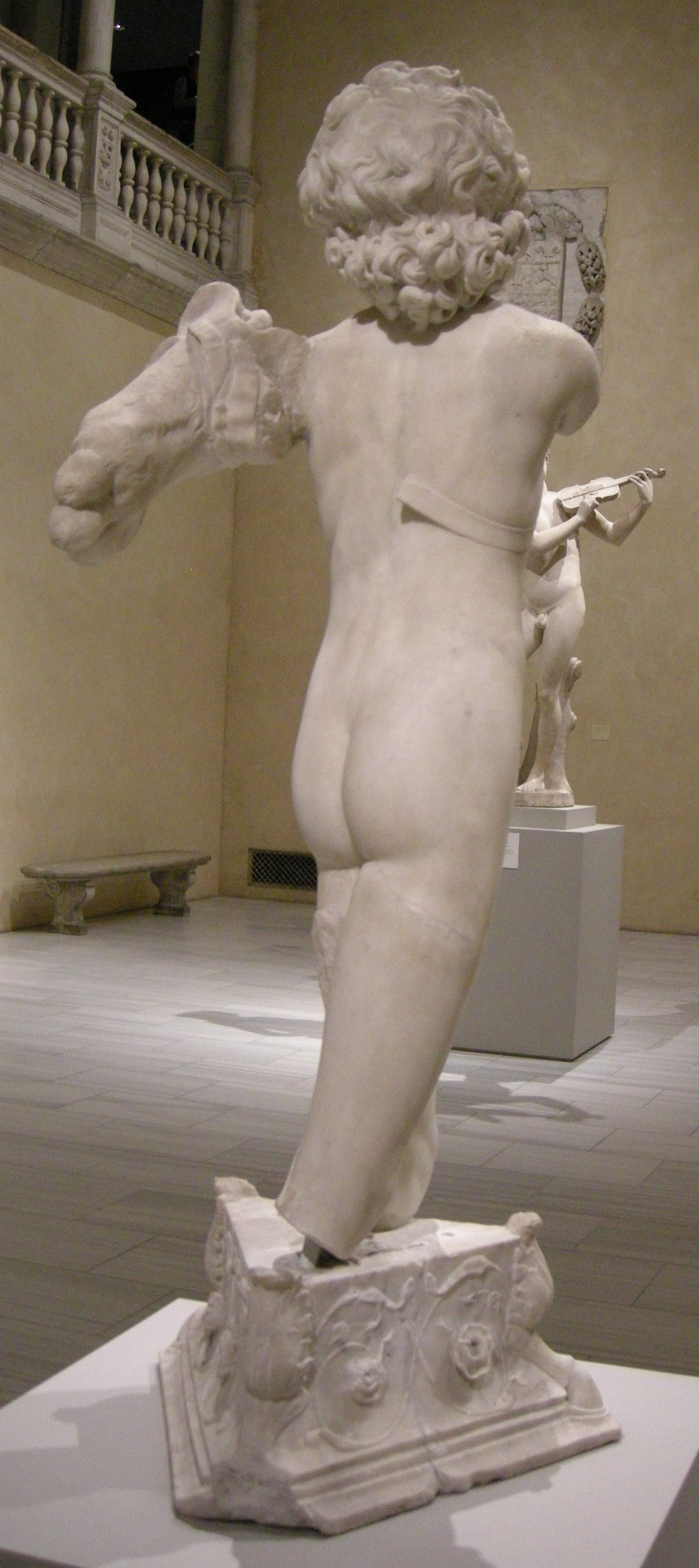
Retro

Il Giovane arciere è una scultura in marmo (h 97 cm) attribuito a Michelangelo, databile al 1491-1492 circa e conservata al Metropolitan Museum di New York.

## Storia
L'opera si trovava anticamente nelle collezioni Borghese, che la cedettero a Stefano Bardini per venderla. Il 27 maggio 1902 passò in un'asta di Christie's con l'attribuzione a Michelangelo e da allora se ne persero completamente le tracce, tanto che la riproduzione sul relativo catalogo restò a lungo l'unica testimonianza grafica dell'opera esistente.
Negli studi novecenteschi l'opera venne messa in relazione col perduto Cupido-Apollo scolpito per Jacopo Galli (Parronchi).
L'opera è stata riscoperta solo nel 1990 dal curatore del Metropolitan Museum James David Draper nell'Ambasciata Francese (oggi Ufficio Culturale dell'Ambasciata) sulla Fifth Avenue a New York. Per decenni l'opera aveva decorato una fontana nell'atrio di ingresso ed era stata probabilmente portata dall'architetto che aveva disegnato l'edificio, Stanford White. L'attribuzione a Michelangelo è stata ribadita nel 1997 da Kathleen Weil-Garris Brandt, riscuotendo alcuni consensi, ma anche critiche.
Prestata per dieci anni al museo newyorkese, è stata al centro di un'esibizione sul giovane Michelangelo nel 1999 a Palazzo Vecchio e nel 2009 al MET.

## Descrizione e stile
L'opera mostra un giovinetto nudo, a cui mancano le braccia e la parte inferiore delle gambe sotto le ginocchia. Al braccio sinistro tiene qualcosa legato, una faretra a forma di zampa leonina. Assimilabile ad opere della gioventù dell'artista, come l'Angelo reggicandelabro, il Crocifisso di Santo Spirito e il satiro nel Bacco, caratterizzate da una certa morbidezza di modellato e un'intonazione sentimentale delicata, ancora lontana dalla "terribilità" delle opere mature.
La figura sembra muoversi al passo, con una torsione che va oltre un bilanciato contrappasso e che aumenta gli scorci "interessanti" visibili ruotando attorno alla statua. Probabilmente la testa era infatti rivolta alla faretra poiché in atto di sfilare una freccia. Notevole la precisione anatomica, confrontabile con alcune figure della Battaglia dei centauri. Il volto del giovane ha notevoli somiglianze con quelli degli angeli nella tavola della Madonna di Manchester.
Lo stato di conservazione è compromesso, oltre che dalle parti mancanti, da scalfiture e abrasioni sulla superficie, compatibili con l'esposizione in un giardino, come gli Horti Borghese. Giunti di metallo si trovano in più punti per ricomporre alcune fratture. Si notano comunque delle piccole parti non levigate (nei capelli, nel torso) che rimandano a uno stadio di "non-finito" così frequente nell'arte di Michelangelo. Altre parti sembrano invece levigate con cura (la faccia o le natiche).